# Diane Ducret
Diane Ducret (ur. 17 listopada 1982 w Anderlecht w Belgii) – francuska pisarka i dziennikarka. Autorka popularnej literatury historycznej znana przede wszystkim z bestsellerowych książek Kobiety dyktatorów i Kobiety dyktatorów 2.

## Życiorys
Dzieciństwo spędziła w Kraju Basków, następnie studiowała w Paryżu i Rzymie. Absolwentka historii filozofii na Sorbonie. Jako dziennikarka współpracowała między innymi z telewizją France 3. Obecnie jest nieregularną prezenterką radia Europe 1.

## Kariera pisarska
W 2011 we Francji, w wydawnictwie Editions Perrin, ukazała się jej pierwsza książka – Femmes de Dictateur poświęcona kobietom związanym z najbardziej znanymi dyktatorami XX wieku, między innymi Hitlerem, Mussolinim, Mao Zedongiem i Stalinem. Publikacja do początku 2012 roku sprzedała się w nakładzie ponad 100 000 egzemplarzy, trafiając na wszystkie główne listy bestsellerów we Francji. Została przetłumaczona na 18 języków. W 2012 roku ukazała się kontynuacja książki, poświęcona współczesnym dyktatorom – Femmes de Dictateur 2.

## Popularność w Polsce
Pierwsza książka Diane Ducret ukazała się w Polsce w marcu 2012 roku w serii Prawdziwe historie wydawnictwa Znak jako Kobiety dyktatorów. Publikacja natychmiast trafiła na główne listy bestsellerów, publikowane m.in. przez  sieć sprzedaży Empik oraz „Gazetę Wyborczą”. Utrzymywała się na nich przez ponad pół roku, osiągając status jednej z najlepiej sprzedających się książek historycznych ostatnich lat. Według informacji wydawcy łącznie sprzedaż zamknęła się w granicach 100 000 egzemplarzy. W roku 2013 ukazały się Kobiety dyktatorów 2, także osiągając bestsellerowy poziom sprzedaży i trafiając na listy bestsellerów.